# Слюсарчук Андрій Тихонович
Андрі́й Ти́хонович Слюсарчу́к (нар. 10 травня 1971, Житомир), також відомий як «доктор Пі», — здобув славу людини з начебто феноменальними здібностями. 
За каденції В. А. Ющенка він особисто зустрічався з Президентом, який пообіцяв Слюсарчуку створити та віддати під керівництво останнього Інститут мозку, а за президентства В. Ф. Януковича Слюсарчук був нагороджений Державною премією України в галузі освіти 2011 року.
14 листопада 2011 заарештований за звинуваченням у підробленні документів і шахрайстві. 16 листопада 2011 Галицький районний суд Львова обрав для Андрія Слюсарчука запобіжний захід у вигляді тримання під вартою на час слідства. 
14 лютого 2014 Сихівський райсуд Львова засудив Слюсарчука до восьми років позбавлення волі.
Відбував покарання в Полицькій виправній колонії № 76 Рівненської області.
24 червня 2016 року вийшов на волю.
14 листопада 2024 року Шевченківський районний суд м. Львова виправдав Андрія Слюсарчука за всіма обвинуваченнями.

## Життєпис
Більшість фактів з біографії Андрія Слюсарчука ґрунтуються на журналістських розслідуваннях газети «Експрес» або на основі телепрограм, інтерв'ю та прес-конференцій Слюсарчука, тому дані з цих джерел не можуть вважатися повністю достовірними.

### Біографія на основі журналістських розслідувань газети «Експрес»

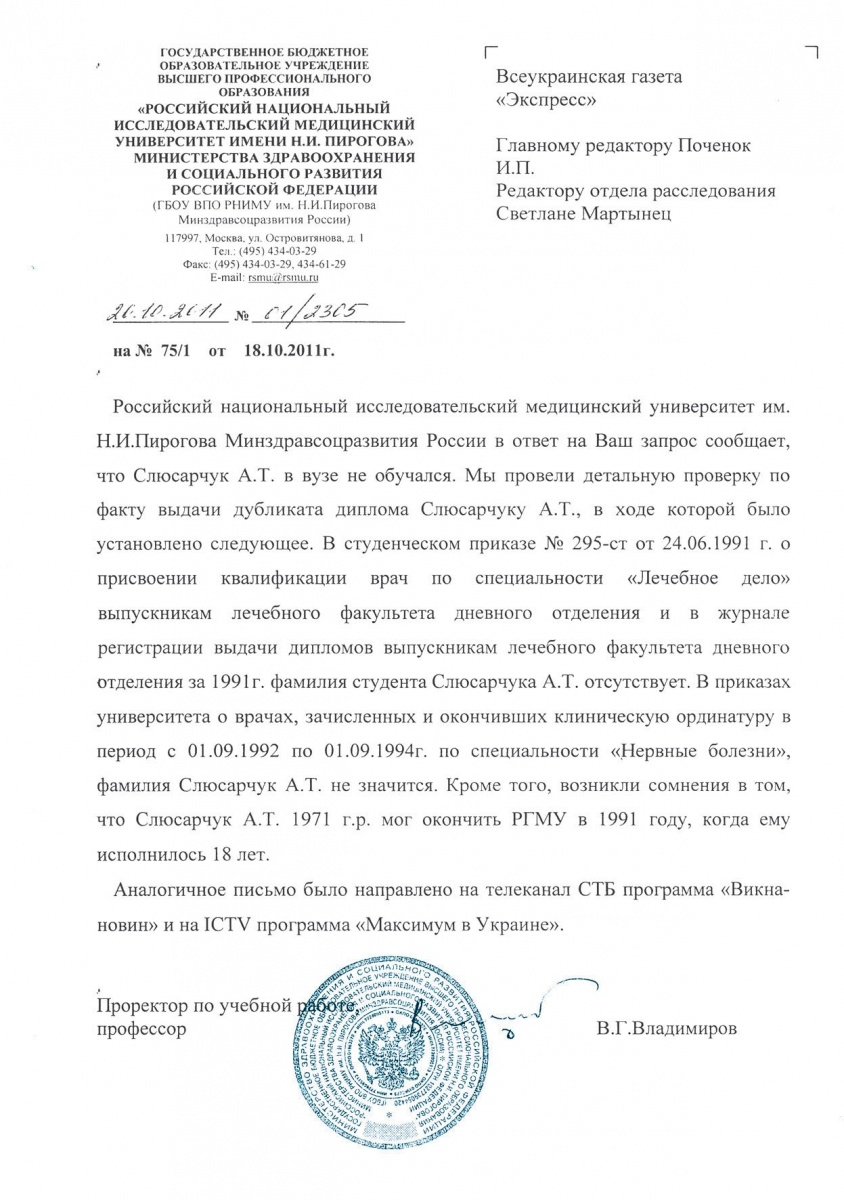
Лист Російського національного дослідницького медичного університету ім. Пирогова (раніше Російський державний медичний університет ім. Пирогова) про те, що А. Слюсарчук не навчався в цьому виші

Мати А.Слюсарчука, Наталія Тихонівна Слюсарчук, на той час 21-річна жителька Житомира, жінка без освіти, покинула свого новонародженого сина у пологовому будинку та відмовилася від нього. Батька дитини вона не знала. По батькові у свідоцтві про народження записали «Тихонович» (Тихоном звали батька Наталії Слюсарчук i дідуся позашлюбної дитини).
- 1980—1987 (з 2-го по 8-й класи) — навчався i жив у Бердичівській спеціальній школі-інтернаті для дітей-сиріт та дітей, позбавлених батьківського піклування (смт Гришківці Бердичівського району). Там отримав свідоцтво про закінчення цього закладу[9]. Згодом у школі-інтернаті були знищені майже всі документи про його навчання, в інших дата народження була виправлена на 19 травня 1974 року, тому на всі офіційні запити про навчання в школі громадянина Слюсарчука Андрія Тихоновича, народженого 9 травня 1971, нібито на підставі архівних документів надходили негативні відповіді[11].
- 1987—1989 — навчався у 208-й групі Міжрегіонального вищого професійного училища залізничного транспорту (Козятин, Вінницька область) за спеціальністю штукатур-плиточник-облицювальник[9].

- 2 жовтня 1989 — відповідно до наказу № 31, переведений у спеціалізоване ПТУ № 62 міста Червонограда (Львівська область; 1998 року воно було об'єднано з вищим професійним училищем (ВПУ) № 67 заводу «Зміна» у ВПУ № 11), в групу № 74 (швачки). Вчителі згадують про те, що тут Слюсарчук любив ходити на манер лікаря з кейсом і стетоскопом і проводив у сусідньому училищі сеанси гіпнозу за гроші. 1 червня 1990 отримав документ про «закінчення повного курсу», де в графі «професія» записано «помічник майстра», але, всупереч тодішнім правилам, не дістав призначення на конкретну роботу[11].
- 1993 — намагався влаштуватися нейрохірургом у лікарню Новояворівська (Львівська область), але йому відмовили. Проте надалі займався лікарською практикою в інших місцях[12][13].
- 1996 — Жидачівське районне відділення міліції (Львівська область) порушило кримінальну справу щодо Слюсарчука за підозрою в шахрайстві, яку згодом закрили. Ще одну подібну кримінальну справу закрила прокуратура Франківського району м. Львова[13].
- 2003—2006 р;— мешкав у гуртожитку НУ «Львівська політехніка», де примушував[джерело не вказане 3459 днів] студентів приймати психотропні препарати на базі своїх сфальсифікованих діагнозів. Вимагав чималі суми на лікування у батьків, погрожував самогубством дітей. Поширював заборонені медичні препарати, а також «власного» виробництва — по 4 тис. доларів за одну ампулу.
- З березня 2006 р. працював на посаді доцента кафедри Львівського державного інституту сучасних новітніх технологій і управління ім. В. Чорновола[14]. 2006 року переведений на посаду професора кафедри загальних юридичних дисциплін.
- 2009—2011 — разом з журналістом Ігорем Юрченком вів суспільно-політичну програму «Ігри розуму» на радіо «Ера»[15].

### Біографія на основі телепрограм, інтерв'ю та пресконференцій А.Т.Слюсарчука
Народився в 1971 році у Вінниці.

Батьки — медики, професори: мати — педіатр, батько — кардіохірург загинули в автокатастрофі того ж року, коли Андрій закінчив школу.

В 12 років за протекцією Чазова поступив у Московський медінститут ім. Пирогова на лікувальний факультет. Спеціалізацію проходив на кафедрі нейрохірургії під керівництвом професора Гусєва. Вчителями були відомі вчені у сфері нейронауки Карлов, Вейн, Коновалов.
У 18 років закінчив інститут і відразу ж, за рішенням вченої ради, був скерований в аспірантуру, без проходження інтернатури. Ставши аспірантом, за півтора року написав кандидатську.

У 1993 році приїхав жити і працювати в Новояворівськ (Львівська область), заради коханої дівчини Анжели, все йшло до одруження, проте вона померла від сепсису, коли він був на курсах у Москві. В Новояворівську спочатку працював у районній лікарні, але через конфлікти з колегами, був вимушений звільнитися, на життя почав заробляти сеансами гіпнозу.

Згодом вступив до Санкт-Петербурзького університету, навчальну програму якого пройшов за один рік, паралельно працюючи в реанімації, інституту ім. Бехтерєва. Після закінчення за 2 роки написав докторську та захистив її у Москві.

За сукупністю наукових праць рішенням вченої ради Московського інституту ім. Пирогова йому було присвоєне звання професора.

Після чого повернувся в Україну. Викладав психологію у Львівській політехніці, живучи в гуртожитку при інституті..
В червні 2009 на прес-конференції, присвяченій феномену пам'яті, Слюсарчук розповів про себе:
«Я виріс сиротою в дитбудинку. У дитинстві мене всі називали психом і непередбачуваним. Я мріяв бути лікарем в галузі нейрохірургії і психіатрії. Але мені говорили, що з мене вийде тільки санітар або фельдшер. Я не здавався і почав вивчати самого себе. Мені відкрилося, що мозок володіє колосальною пам'яттю, тільки ми цим не користуємося. За пам'ять відповідає те ж відділення мозку, що і за фобії, нав'язливі ідеї. У цьому вся розгадка. Мій мозок почав неначе фотографувати, сканувати побачене очима. Я знаю напам'ять 15 тисяч книг. Це дуже допомагало мені в навчанні. Я закінчив школу в 9 років, а інститут — в 17, став кандидатом наук в 24 і доктором — в 27.»
1995—1996 — первинна спеціалізація за фахом психіатрія та наркологія[джерело?].
1994—1997 — працював лікарем-нейрохірургом, ординатором в Інституті нейрохірургії та неврології Російського державного медичного університету [джерело?].
1997 — переведений в Московську медичну академію ім. І. М. Сеченова у зв'язку з вступом в очну клінічну аспірантуру за спеціальністю неврологія [джерело?].
1998 — підготував і захистив кандидатську дисертацію на тему: «Порівняльний аналіз імуномоделюючої терапії наслідків енцефалопатій при гострих черепно-мозкових травмах», здобув науковий ступінь кандидата медичних наук.
1999 — в Московській медичній академії ім. І. М. Сеченова присвоєно вчене звання доцента кафедри нейрохірургії[джерело?].
2000 — вступив в клінічну докторантуру на кафедру нейрохірургії-неврології Російського державного медичного університету ім. М. І. Пирогова, де продовжував працювати на посаді доцента кафедри, займаючись науково-практичною діяльністю[джерело?].
2003 — після успішного захисту докторської дисертації в сфері «Нейропсихології та нейропсихохірургії» (закрита тема) Слюсарчуку присвоєний вчений ступінь доктора медичних наук.
2005 році — на базі того ж університету за сукупністю наукових робіт, монографій в сфері неврології-нейрохірургії, психіатрії, нейрореанімації було присвоєно звання професора за фахом нейрохірургія[джерело?].
З 2008 — професор кафедри нейрохірургії Національної медичної академії післядипломної освіти ім. П.Шупика (Київ).
Стверджує, що є доктором медичних наук, на підтвердження чого наводив на своєму офіційному сайті скан диплома доктора медичних наук, де вказано постанову президії ВАК України № 12-08/3-з від 14 квітня 2010 року. Водночас заявляє, що ступінь доктора медичних наук нібито здобув у 2003 році, а не у 2010, як зазначено на дипломі. Спеціалізована вчена рада Вищої атестаційної комісії України, яка присудила А. Т. Слюсарчуку вчений ступінь, відсутня у переліку спеціалізованих вчених рад на сайті ВАК. Також, відомості про захищені А. Т. Слюсарчуком дисертації відсутні в електронному фонді авторефератів Національної бібліотеки України ім. В. І. Вернадського, куди обов'язково надсилаються всі автореферати цього періоду. Відомості про наукові здобутки А. Т. Слюсарчука відсутні у будь-якій пошуковій системі наукових публікацій.

### Позиція міністерства освіти і науки, молоді та спорту
17 червня 2010 року Дмитро Табачник, на той час голова Атестаційної комісії Міністерства освіти, поставив свій підпис на атестаті Слюсарчука як «професора кафедри нейрохірургії».
27 травня 2011 року Табачник особисто підписав листа-довідку Татарину Б., заступникові прокурора Львівської області, у якій стверджував, що «Слюсарчук навчався у Російському державному медуніверситеті з 1985 по 1991 рік».
Як повідомив телеканал новин «24», 16 листопада 2011 р. Ігор Некраса, директор департаменту по роботі з персоналом та керівними кадрами Міністерства освіти і науки, дав наступну інформацію виданню «Сегодня»:
«Ми подали запит у Вищу атестаційну комісію Російської Федерації, де нам підтвердили атестат професора, виданий Слюсарчуку. Його диплом про вищу освіту з медуніверситету Пирогова ми не перевіряли, його перевіряла російська ВАК».
23 жовтня 2018 року на засіданні Атестаційної Колегії МОН України було ухвалено рішення про скасування постанови ВАК України від 14 квітня 2010 № 14-08/3-з про переатестацію Слюсарчука А.Т. та наказу Міністерства освіти і науки, молоді та спорту України від 17 червня 2011 року № 592 в частині нострифікації атестата професора Слюсарчука (Наказ № 1298 від 23.11.2018)

## Державні нагороди
Державна премія України в галузі освіти 2011 у номінації «Наукові досягнення в галузі освіти» за цикл робіт «Комплекс освітніх інформаційних технологій подання, запам'ятовування та опрацювання надвеликих об'єктів інформації в процесі навчання» (у складі колективу). В Указі Президента України В. Ф. Януковича про присудження премій А. Т. Слюсарчук зазначений як професор кафедри «Інформаційні системи та мережі» Національного університету «Львівська політехніка», доктор медичних наук. Робота була висунена на здобуття премії Вченою радою Національного університету «Львівська політехніка».

## Теорія
Теорія А. Т. Слюсарчука: пам'ять — безмежна, причому не тільки пам'ять одного конкретного генія з вродженим даром, а й будь-якої людини. Людську пам'ять можна розширювати до безмежжя, якщо не залишати власне вміння запам'ятовувати на самоплив, а розвивати та змінювати, спираючись на його наукову методику.

## Практика
«Доктор Пі», який, за його словами, «знає напам'ять 15 тисяч книг», не зміг пригадати чотиризначне число чи хоча б виконати усно найпростішу арифметичну операцію, яка під силу пересічному учневі середніх класів звичайної загальноосвітньої школи: відняти число 12 від 2013. 27 січня 2013 року на першому судовому засіданні в Солом'янському районному суді Києва в присутності багатьох журналістів Слюсарчук заявив, що має 12-річну дитину, а на запитання судді про рік її народження назвав спочатку 1994, потім 1996, згодом 1998 рік.

## Рекорди
Встановив низку рекордів із запам'ятовування великих обсягів чисел, послідовностей геометричних фігур, а також слів тексту та іншої інформації, які були зафіксовані «Книгою рекордів України».
У 2006 році встановив рекорд із запам'ятовування: 5 100 чисел за 117 секунд. Встановлення рекорду зафіксували представники «Книги рекордів України». Даючи інтерв'ю «Газеті по-українськи», стосовно встановленного рекорду, керівник проекту «Книги рекордів України» Ігор Підчібій сказав: «Той факт, що світовий рекорд встановлено, не викликає сумнівів».
23 червня 2009 р. Президент України Віктор Ющенко мав зустріч з А. Т. Слюсарчуком, де офіційно привітав його зі встановленням нового світового рекорду із запам'ятовування і відтворення людиною надвеликого об'єму інформації. На зустрічі обговорювалась можливість фінансування дослідницького центру, для розвитку методики Слюсарчука.
Встановлення рекорду з запам'ятовування знаків числа {\displaystyle \pi } не було зафіксовано «Книгою рекордів Гіннеса», оскільки представники цієї книги не були присутні під час встановлення рекорду. Офіційно зареєстрований у ній рекорд, з запам'ятовування цього числа, належить китайцеві Лю Чао, який зміг запам'ятати 67 890 знаків.
Після затримання А. Слюсарчука, 14 листопада 2011 р., за підозрою в підробці документів і шахрайстві, 22 листопада 2011 керівник «Книги рекордів України» Ігор Підчібій оприлюднив офіційну заяву, про вилучення всіх записів про рекорди А. Слюсарчука з «Книги рекордів України».
14 березня 2012 року, Андрій Новосад — програміст, який співпрацював з А. Слюсарчуком — в інтерв'ю газеті «Експрес» заявив, що у нього є підстави підозрювати А. Слюсарчука у використанні радіопристроїв, під час встановлення рекордів з запам'ятовування великих обсягів інформації та грі у шахи. Однак Олександр Шпит — директор фірми, що забезпечувала інформаційну ізоляцію гри Андрія Слюсарчука з шаховою програмою «Rybka 4» — запевнив редакцію газети «Факти і коментарі» в тому, що використання радіопристроїв під час гри з програмою «Rybka 4» було неможливим. Всі 5 годин, протягом яких тривав шаховий матч, приміщення, де він проводився, було захищене від обміну радіосигналами із зовнішнім світом. Не працювали мобільні телефони та інші радіопристрої. Крім того, перед початком матчу А. Слюсарчук був ретельно обшуканий співробітниками фірми, для чого його попросили роздягнутися догола, після чого він одягнув новий, щойно куплений в магазині, костюм.

## Шахи
27 квітня 2011 р. став першою людиною, що виграла в шахи у комп'ютерної програми Rybka 4.
Видатний український шахіст Руслан Пономарьов не дав однозначну оцінку цьому поєдинку. Спочатку його переповнювали емоції від того, що людина змогла виграти у комп'ютера. Пізніше він чув багато думок, що ця гра була просто трюком, але ніхто досі не зміг переконати його в цьому. З іншого боку Пономарьов з прикрістю відзначив, що матч не був достатньо добре організованим, особисто він не був запрошеним на гру. Крім того, йому не сподобалось, що ніхто не представляв команду «Рибки», як це прийнято на подібних матчах, що дає підстави вважати, що гра все ж таки могла бути трюком. Пономарьов вважає, що вивчення 3000 книг з теорії шахів, недостатньо для перемоги над «Рибкою», крім того, ці книги можуть містити в собі помилки. Видатний гросмейстер сказав, що якщо це все-таки був трюк, то було б цікаво знати, як він був організований, щоб у подальшому уберегти шахові турніри від подібних речей..
Багато шахістів (серед них гросмейстери Михайло Голубєв, Сергій Шипов, Олександр Халіфман, Олексій Широв) вважають цей матч містифікацією. На думку гросмейстера Юрія Вовка, «матч викликає багато раціонально обґрунтованих і, головне, суто шахових запитань. Перше з них — це аномальна помилка комп'ютера на 10-му ході в першій партії, коли „Рибка“ одразу ж потрапила до доволі складної позиції, хоча теорія давно (і це неодмінно мало бути записано в базах програми) знає цю помилку». Також «майже всі ходи Слюсарчука в обох партіях відтворюють те, що й пропонує машина». Сайт ChessBase запевнив, що однозначно не слід вірити в достовірність цього виграшу, припустивши, що Слюсарчук міг запам'ятати пару програних «Рибкою» партій із зустрічей шахових програм або з ігор «Рибки» з самою собою і потім повторити ходи цих партій у матчі чи виконати який-небудь інший трюк такого роду. Слюсарчуку запропонували зіграти не наосліп проти старої версії шахової програми Fritz з форою в фігуру в офісі компанії.
3 травня 2011 р. у Вінниці проти Андрія Слюсарчука зіграв майстер ФІДЕ Володимир Вусатюк, тренер Віницької міської дитячо-юнацької спортивної школи № 6. Зустріч була організована з ініціативи директора Інституту глобальних трансформацій Олександра Домбровського. Двогодинний матч проходив за присутності журналістів, тренерів і вихованців школи № 6 і завершився перемогою Андрія Слюсарчука.

## Робота у «Львівській політехніці»
За словами ректора Львівської політехніки, Юрія Бобала, Слючарчук працював у цьому навчальному закладі на кафедрі інформаційних систем і мереж (ІСМ) з 3 вересня 2010 року до 30 червня 2011 року.
У лютому 2011 року директор Інституту комп'ютерних наук та інформаційних технологій Національного університету «Львівська політехніка» Микола Медиковський виступив із пропозицією про висунення колективної наукової роботи «Комплекс освітніх послуг інформаційних технологій подання, запам'ятовування та опрацювання надвеликих об'ємів інформації в процесах навчання» на здобуття Державної премії в галузі освіти. Пропонований авторський колектив: Василь Кремень, доктор філософських наук, академік НАН України, президент Національної академії педагогічних наук України; Ярослав Болюбаш, директор Департаменту вищої школи МОНМС України; Юрій Бобало, доктор технічних наук, професор, ректор Львівської політехніки; Володимир Пасічник, доктор технічних наук, професор, завідувач кафедри інформаційні системи та мережі; Андрій Слюсарчук, доктор медичних наук, професор кафедри ІСМ; Юрій Нікольський, кандидат фізико-математичних наук, професор кафедри ІСМ; Олександр Червоний, молодший науковий співробітник кафедри ІСМ. Безпосередньо над науковою роботою працювали Пасічник, Нікольський, Слюсарчук і Червоний.
30 вересня 2011 року Андрій Слюсарчук і Олександр Червоний за свою роботу та «за безпосередню участь у проведенні досліджень в рамках натурних наукових експериментів із запам'ятовування та відтворення інформації» здобули Державну премію України в галузі освіти 2011 року в номінації «наукові досягнення в галузі освіти» і грошову винагороду в розмірі 150 тисяч гривень.
Після викриття махінацій, восени 2011 року професора В. Пасічника звільнено з посади завідувача кафедри інформаційних систем та мереж; він написав заяву на звільнення. Молодший науковий співробітник О. Червоний також написав заяву на звільнення.

## Сумніви
2011 року в українських та зарубіжних медіа дедалі частіше з'являлися статті, в яких піддано сумніву феноменальні здібності Слюсарчука. У публікації щотижневика «2000» Слюсарчук названий «талановитим штукарем» та живим втіленням Остапа Бендера.
Газета «Експрес» (6 жовтня 2011) надрукувала статтю «Сенсаційне викриття псевдопрофесора Пі», у якій викрито неправдиву інформацію, яку Слюсарчук сам поширює про себе, обґрунтовала сумнівність його досягнень і дипломів. 12 жовтня в цій же газеті вийшла наступна викривальна стаття про «псевдопрофесора». За даними журналістів видання, його дипломи підроблені, він ніколи не вчився ні в Московському, ні в Вінницькому медуніверситетах. Окремої уваги заслуговує його «медична практика» в гуртожитку Львівської політехніки, де виставляв студентам псевдодіагнози і за лікування вимагав гроші в їх батьків.
16 жовтня 2011 — на телеканалі ЗІК (Львів) вийшов 20-хвилинний сюжет про Слюсарчука у програмі «Погляд на тиждень».
21 жовтня 2011 — на сесії Верховної Ради депутат Ярослав Кендзьор з посиланням на публікації в газеті «Експрес» повідомив про скандал навколо псевдопрофесора-нейрохірурга Андрія Слюсарчука. Ситуацію, що склалася, він назвав наймасштабнішою провокацією та аферою за 20 років незалежності України.
З початку листопада на загальнонаціональних каналах почали виходити викривальні сюжети про А.Слюсарчука: програма «Гроші» (1+1, 01.11.2011), програма «Максимум в Україні» (ICTV, 05.11.2011), «Підсумки тижня» (Перший національний, 06.11.2011), «Знак оклику» (TVi, 07.11.2011).

## Арешт та суд
Журналісти львівської газети «Експрес» у серії публікацій у жовтні-листопаді 2011 звинуватили доктора Андрія Слюсарчука у скоєнні важких злочинів та надали правоохоронним органам відповідні докази, за якими порушено кримінальну справу. Правоохоронні органи почали перевіряти підстави для присудження Слюсарчуку Державної премії України.
14 листопада 2011 А. Слюсарчук заарештований міліцією у Києві за підозрою в підробці документів і шахрайстві та доставлений до Львова.
В першій декаді січня було ухвалене рішення Галицького районного суду про продовження терміну утримання Андрія Слюсарчука у львівському СІЗО ще на два місяці — до 14 березня 2012 року.
27 січня 2013 року в Солом'янському районному суді Києва розпочалося перше судове засідання. Перелік інкримінованих Слюсарчукові злочинів — шахрайство, незаконне проведення операцій без медичної освіти, заподіяння тяжких тілесних ушкоджень, що призвело до загибелі. Суд ухвалив продовжити термін утримання під вартою до 11 березня 2013 року та задовольнив клопотання прокурора про передачу обвинувального висновку до Вищого спеціалізованого суду України, щоби визначити підсудність..
14 лютого 2014 Сихівський райсуд Львова засудив Слюсарчука до восьми років позбавлення волі. Суд визнав його винним у 5 епізодах незаконної лікувальної діяльності, у 2 епізодах вбивства з необережності — 52-річного Лозового і трирічного Данила Прокопчука з Тернопільської області. Також він визнаний винним у використанні завідомо підроблених документів та 5 епізодах заволодіння чужим майном шляхом обману та зловживанням довірою (шахрайство). Суд також задовольнив частину цивільних позовів потерпілих. Слюсарчука зобов'язали повернути кошти, які потерпілі заплатили йому за лікування — близько 40 тисяч доларів. Також підсудний зобов'язаний виплатити сім'ї загиблого Лозового 70 тисяч гривень моральної компенсації, а ще чотирьом потерпілим — по 30 тисяч гривень кожному. Потерпілих представляв адвокат Андрій Петришин.

## Відбування покарання
Андрій Слюсарчук відбував покарання в Полицькій виправній колонії № 76 Рівненської області.
У лютому 2016 року керівник цієї колонії, Володимир Каламбет, та лікар медичної частини колонії, Віктор Каліш, дали інтерв'ю головному редактору журналу «Політика і культура» Ігорю Юрченку (який також був організатором багатьох заходів за участю Слюсарчука до його арешту), в якому розповіли, як поводить себе Андрій Слюсарчук в колонії, та висловили сумніви в тому, що Андрій Слюсарчук є психічно хворим та не має медичної освіти.
Також у лютому 2016 року суд ухвалив рішення скоротити термін перебування А. Слюсарчука за ґратами, в зв'язку з вступом в дію так званого «закону Савченко», згідно з яким один день перебування у СІЗО зараховується як два.
24 червня 2016 року суд відпустив з-під варти засудженого до 8 років в'язниці за шахрайство Андрія Слюсарчука, змінивши запобіжний захід на «особисте зобов'язання». Адвокат підсудного Ярослав Зейкан зазначив, що Слюсарчук уже провів під вартою строк більший, ніж передбачено за вчинення інкримінованих йому злочинів.

## Виправдання
У червні 2016 р. Вищий спеціалізований суд України відмінив рішення Сихівського районного суду і апеляційної інстанції і призначив повторний розгляд в Апеляційному суді Львівської області.
14 листопада 2024 року Шевченківський районний суд м. Львова виправдав Андрія Слюсарчука за всіма обвинуваченнями.

## Відео
- Фільм про можливості людини / Телеканал СТБ // YouTube
- Андрій Слюсарчук демонструє свої здібності